# Escudo de Gozón

Escudo de Gozón.

Gozón (Asturias) tiene escudo al menos desde el siglo XVIII, que es desde cuando se tiene su primera referencia, pero no se sabe cuándo comenzó su utilización.
Este escudo fue cambiando con el paso del tiempo, así en un principio incluía la Cruz de la Victoria con dos banderas, de plata, en la parte inferior puestas en aspa, con la Cruz de Borgoña de gules. Luego hubo un momento en que solo era la Cruz de la Victoria, para luego volver al primer escudo, con las dos banderas acompañando la Cruz, pero éstas ya sin la Cruz de Borgoña, y de gules. Este último escudo es incorrecto puesto que las leyes de la Heráldica prohíben poner color sobre color. 
Así, su escudo debe ser como el primero documentado:
En azur, la Cruz de la Victoria de oro y piedras preciosas, con dos banderas puestas en aspa, de plata, cargadas con sendas Cruces de Borgoña de gules. Al timbre corona real abierta.
- Datos: Q5838034